# André Hurst
Pour les articles homonymes, voir Hurst.
André Hurst, né le 4 août 1940 à Genève, est un helléniste, professeur et ancien recteur de l'université de Genève. Il est l'auteur de livres et d'articles, principalement dans les domaines de l'épopée grecque et du théâtre grec antique ainsi que d'éditions de papyrus.

## Biographie
Formé dans l'enseignement public genevois (licence ès lettres, puis doctorat ès lettres de l'Université de Genève), ainsi qu'à Rome (membre de l'Institut suisse de Rome) et à l'Université de Munich, il a obtenu son premier poste de professeur à l'Université de Genève en 1969 (professeur ordinaire en 1983). 
Il a été professeur invité à l'université McGill de Montréal, ainsi qu'à l'université Babeş-Bolyai de Cluj-Napoca, à l'université de Lausanne et à l'École normale supérieure à Paris, et membre du senior common room au St John's College d'Oxford. Pendant huit ans, il a assumé la présidence de la Société académique de Genève, une association privée qui soutient la recherche scientifique et, pendant douze ans, il a été délégué aux collaborations de l'université de Genève avec celles des pays d'Europe centrale. De 2014-2017, il a été membre du conseil scientifique de l'École pratique des hautes études (Paris).
Actif également dans la vie musicale, (présidence du Conservatoire de musique de Genève), il est l'instigateur et le cofondateur du World Knowledge Dialogue, dont il a présidé la fondation.

## Distinctions
- Docteur honoris causa de l'université Babeş-Bolyai de Cluj-Napoca (Roumanie)
- Citoyen d'honneur de la ville de Cluj-Napoca
- Commandeur de l'ordre du Mérite de Roumanie
- Officier de l'ordre des Palmes académiques (France)
- Croix d'or de l'ordre du Phénix (Grèce).